# Lipstick polychrome
Singles de Daniel Balavoine
Mon fils ma bataille
(1980) La vie ne m'apprend rien
(1981)
Pistes de Un autre monde
Bateau toujours
(3) Je ne suis pas un héros
(5)
Lipstick Polychrome est une chanson écrite, composée et interprétée par Daniel Balavoine pour l'album Un autre monde en 1980.
Cette chanson évoque l'utilisation et la représentation du rouge à lèvres sur un mode humoristique et poétique, de façon universelle : « pour les hommes et pour les femmes », et dans le monde, par le biais des traductions en langues anglaise, espagnole, allemande, italienne, tahitienne, polonaise et finnoise à la fin de la chanson.

## Classement
| Classement (2011)                          | Meilleure place |
| ------------------------------------------ | --------------- |
| Belgique (Wallonie Back Catalogue Singles) | 46              |